# باغتشه (بوكان)
قرية باغتشه (بالكردية: باغچە) هي إحدى القرى التابعة لـفيض الله بغي في ريف قسم مركزي من مقاطعة بوكان، في محافظة أذربیجان الغربیة الإيرانية.

## السكان
حسب إحصاءات سنة 2006، بلغ إجمالي السكان في باغتشه 179 نسمة وعدد المساكن 40 مسكن. لغة سكان باغتشه هي اللغة الكردية و هم من أهل السنة والجماعة والمذهب الشافعي.